# 別院前停留場
別院前停留場（べついんまえていりゅうじょう、別院前電停）は、広島県広島市中区寺町にある広島電鉄横川線の停留場である。駅番号はY02。

## 歴史
当停留場は1917年（大正6年）、横川線の開通と同時に開設された。当時の停留場名は横川橋停留場（よこがわばしていりゅうじょう）であり、別院前停留場と称するようになったのは大正末期のことである。「別院前」の名は当停留場が最寄りである本願寺広島別院に由来する。
停留場の旧称に見られるように、開業以来当停留場と隣の横川一丁目停留場（開業当時は光隆寺前停留場）との間には天満川を渡るための橋が架かっている。開業当時の横川線は軌道敷が道路から独立した専用軌道であり、この橋も軌道専用であった。都市計画道路の建設により1938年（昭和13年）からは併用軌道となったものの、橋は依然として軌道専用であり、道路橋はその両側に架けられた。
1945年（昭和20年）8月6日には原爆が投下され、横川線をはじめ広島電鉄の市内電車は全線が不通となる。軌道橋は原爆による被害はなかったが直後の9月に襲来した枕崎台風により流失、横川線は同年末に十日市町から運転を再開したものの、その区間は橋の手前の当停留場までだった。橋が復旧し当停留場から先の横川駅まで運転を再開したのはその3年後の1948年（昭和23年）のことで、その後1958年（昭和33年）には道路との併用橋に架け替えられて 現在の横川新橋となっている。

### 年表
- 1917年（大正6年）11月1日：横川線が開通、同時に横川橋停留場として開業[2]。
- 1921年（大正10年）以前：別院前停留場に改称[4]。
- 1945年（昭和20年）
  - 8月6日：原爆投下により休止[2]。
  - 9月17日：枕崎台風により軌道専用橋が流失[2]。
  - 12月26日：横川線の十日市町から当停留場までが運転再開[2]。
- 1948年（昭和23年）12月18日：軌道専用橋の復旧により当停留場から横川までが運転を再開、横川線が全線復旧[2]。

## 停留場構造
横川線の軌道は道路上に敷かれた併用軌道であり、当停留場も道路上にホームを有する。ホームは低床式で 2面あり、南北方向に伸びる2本の線路を挟み込むように向かい合って配されている（相対式ホーム）。線路の東に十日市町方面へ向かう上りホーム、西に横川駅方面へ向かう下りホームがある。
ホーム全体には屋根が架けられ、ベンチやスロープ、手すりも備わる。

### 運行系統
当停留場には広島電鉄で運行されている系統のうち、7号線と8号線が乗り入れている。
| 下りホーム | 8号線 · 8号線 | 横川駅ゆき     |                |
| 上りホーム | 7号線         | 広島港ゆき     | 広島港ゆき     |
| 上りホーム | 7号線         | 広電本社前ゆき | 広電本社前ゆき |
| 上りホーム | 8号線         | 江波ゆき       |                |

## 停留場周辺
付近は主に住宅街である。北側から西側にかけては、しばらく歩いたところに天満川が流れている。東側に少し歩くと本川に至り、北東に歩くと2つの川の分流点に出る。
南隣の寺町停留場から当停留場までの東側一帯は数多くの寺院が立ち並ぶ。
- 本願寺広島別院 - 浄土真宗本願寺派に属する別院
- 横川新橋
- 広島国際交流会館
- 広島県看護協会会館
- 広島県公衆衛生会館
- 広島県環境保健協会
- 「別院前」バス停 - 広島バス22号線が停車する。

## 隣の停留場
広島電鉄
横川線
寺町停留場 (Y01) - 別院前停留場 (Y02) - 横川一丁目停留場 (Y03)